# Estola lata
Estola lata là một loài bọ cánh cứng trong họ Cerambycidae.